# Лансфорд (Северна Дакота)
Лансфорд (енгл. Lansford) град је у америчкој савезној држави Северна Дакота.

## Демографија
По попису из 2010. године број становника је 245, што је 8 (-3,2%) становника мање него 2000. године.
| Група             | 2000.       | 2010.       |
| Белци             | 249 (98,4%) | 232 (94,7%) |
| Афроамериканци    | 2 (0,8%)    | 3 (1,2%)    |
| Азијати           | 0 (0,0%)    | 0 (0,0%)    |
| Хиспаноамериканци | 1 (0,4%)    | 9 (3,7%)    |
| Укупно            | 253         | 245         |